# Liste des évêques de Santander

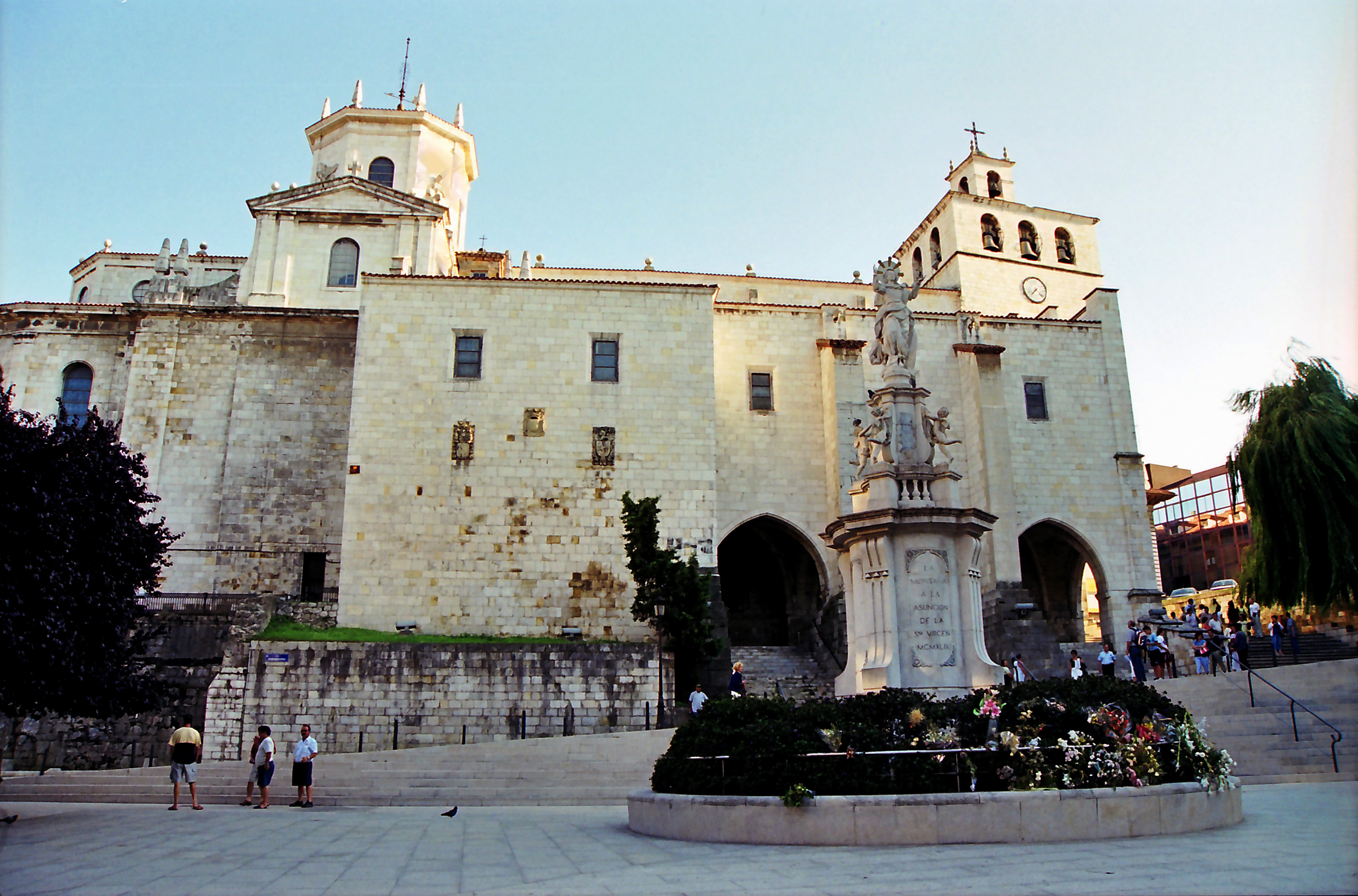
La cathédrale de Santander.

Liste des évêques du diocèse de Santander de 1754 à aujourd'hui.

## Évêque de Santander
- Francisco Javier de Arriaza (1754-1761)
- Francisco Laso Santos de San Pedro (1762-1783)
- Rafael Tomás Menéndez de Luarca y Queipo de Llano (1784-1819)
- Juan Nepomuceno Gómez Durán (1820-1829) nommé évêque de Malaga
- Felipe González Abarca (1829-1842)
- Manuel Ramón Arias Teijeiro de Castro (1848-1860)
- José López Crespo (1860-1875)
- Vicente Calvo y Valero (1876-1884) nommé évêque de Cadix
- Vicente Santiago Sánchez de Castro (1884-1920)
- Juan Plaza y García (1920-1927)
- José Eguino y Trecu (1929-1961)
- Eugenio Beitia Aldazábal (1962-1965)
- Vicente Puchol Montis 	(1965-1967)
- José María Cirarda Lachiondo (1968-1972) nommé évêque de Cordoue
- Juan Antonio del Val Gallo (1972-1991)
- José Vilaplana Blasco (1991-2006) nommé évêque de Huelva
- Vicente Jiménez Zamora (2007-2014) nommé archevêque de Saragosse
- Manuel Sánchez Monge (2015-2023)
- Arturo Pablo Ros Murgadas (es) (depuis 2023)

## Source
- (es) Cet article est partiellement ou en totalité issu de l’article de Wikipédia en espagnol intitulé « Anexo:Obispos de Santander » (voir la liste des auteurs).